# ماكس بور
ماكس بور (بالإنجليزية: Max Burr)‏ هو سياسي أسترالي، ولد في 9 يناير 1939 في لاونسستون في أستراليا. حزبياً، نشط في الحزب الليبرالي الأسترالي. وقد انتخب عضو مجلس النواب الأسترالي عن دائرة Division of Lyons ‏ (1 ديسمبر 1984 – 8 فبراير 1993) وانتخب عضو مجلس النواب الأسترالي عن دائرة Division of Wilmot ‏ (13 ديسمبر 1975 – 1 ديسمبر 1984).